# Вахтанг II
Вахтанг II (груз. ვახტანგ II, 1251—1292) — царь Восточной Грузии (1289—1292). Сын Давида VI Нарина из династии Багратионов.
После казни царя Деметре II ильхан Гайхату утвердил его царём Восточной Грузии, назначив над ним атабагом Кутлубуга (сына Садуна Манкабердели). После Давида VI Нарина царь Вахтанг II автоматически становился наследником Западной Грузии, что стало бы залогом объединения Грузии в единое царство в рамках монгольского господства. Однако в 1292 году царь Вахтанг II внезапно скончался. Он был похоронен в Гелатском монастыре.
В следующем году (1293) умер его отец, Давид VI Нарин.